# 정부대구지방합동청사
정부대구지방합동청사(政府大邱地方合同廳舍)는 대한민국 각 부처의 특별지방행정기관 중 대구광역시에 소재하는 행정기관의 사무 공간을 통합하여 행정 업무의 효율성을 확보하기 위해 설치한 건축물이다. 경쟁 입찰을 통해 금융기관들 중 유일무이하게 NH농협은행이 청사 내에 입점한다. 각 기관별 사무공간 배정과 합동청사 유지 및 관리 업무는 행정자치부 정부청사관리소 소속 대구청사관리소에서 수행한다. 대구광역시 달서구 화암로 301에 위치하고 있다.

## 연혁
- 2008년 6월 대형공사 입찰방법 심의완료 (설계시공 일괄입찰 결정)
- 2008년 12월 입찰 공고 (조달청)
- 2009년 4월 실시설계적격자 선정 (대림산업 콘소시엄)
- 2009년 11월 실시설계 완료
- 2009년 12월 공사 착공
- 2012년 9월 준공 완료
- 2012년 11월 1일 정부대구지방합동청사 개청[4]

== 입주 기관 ==
- 대구지방국세청
- 대구지방교정청
- 대구지방환경청
- 대구지방보훈청
- 대구본부세관
- 대구서부고용노동지청
- 대구지방공정거래사무소
- 대구보호관찰소 서부지소
- 농림수산검역검사본부 영남지역본부 대구사무소

## 같이 보기
- 정부광주지방합동청사
- 정부제주지방합동청사
- 정부춘천지방합동청사